# Armando Jaramillo Lyon
Armando José Domingo Jaramillo Lyon (Santiago, 8 de noviembre de 1923-ibíd., 27 de agosto de 2002) fue un abogado, académico y político chileno, militante de los partidos Liberal (PL), Nacional (PN), Republicano (PRep) y Por la Democracia (PPD). Se desempeñó como diputado entre 1953 y 1957, senador entre 1961 y 1969, y embajador de Chile ante Colombia entre 1990 y 1994, este último actuando bajo el gobierno del presidente Patricio Aylwin. Fue también, durante varios periodos, regidor y alcalde de la comuna de Nancagua.

## Familia y estudios
Nació en Santiago de Chile el 8 de noviembre de 1923, hijo del exdiputado y exsenador militante del Partido Liberal (PL), Armando Jaramillo Valderrama, y de Adriana Lyon Vial. Entre sus familiares se encontraba su abuelo José Domingo Jaramillo Urzúa, quien fuera diputado propietario por San Fernando (1897-1900), y su bisabuelo Pedro José Jaramillo Niño, quien fuera también diputado por la misma zona (1852-1855).
Realizó sus estudios primarios y secundarios en el Colegio de los Sagrados Corazones de Santiago. Continuó los superiores en la Universidad de Chile, titulándose como abogado el 16 de septiembre de 1949, con la tesis Concesión de servicio público ante la jurisprudencia de Chile. En 1945, viajó a Argentina, Paraguay y Uruguay como representante de dicha casa de estudios. Se dedicó a las labores agrícolas y explotó la hacienda "El Cardal" en la comuna de Nancagua.
Se casó en Santiago el 25 de mayo de 1954 con María del Pilar Lira Ovalle, con quien tuvo tres hijos.

## Carrera política
En el ámbito político, se integró a las filas del Partido Liberal (PL), siendo secretario y vicepresidente del Centro Santiago de la Juventud Liberal (JL) y también presidente, en 1947. En las elecciones municipales de ese mismo año, fue elegido como regidor por la comuna de Nancagua para el período 1947-1950, fecha en que fue reelecto hasta 1953. Paralelamente, entre 1948-1950 y 1951-1952, asumió como alcalde de dicha comuna, administración bajo la cual se construyó el alcantarillado, el estadio y el alumbrado de la ciudad.
A continuación, en las elecciones parlamentarias de 1953, se postuló como candidato a diputado por la 9.ª Agrupación Departamental (correspondiente a los departamentos de Rancagua, Caupolicán, Cachapoal y San Vicente), resultando electo por el período legislativo 1953-1957. En su gestión integró las Comisión Permanente de Vías y Obras Públicas; la de Constitución, Legislación y Justicia; la de Relaciones Exteriores; la de Economía y Comercio y la de Trabajo y Legislación Social. Asimismo, fue miembro de la Comisión Especial Investigadora de los Decretos con Fuerza de Ley (1953-1954) y de la Comisión Especial para Estudiar la Adquisición de Buses (1953-1954).
En las elecciones parlamentarias de 1957 obtuvo la reelección diputacional por la misma zona para el período 1957-1961. En esa oportunidad, integró la Comisión Permanente de Constitución, Legislación y Justicia; la de Economía y Comercio; la de Trabajo y Legislación Social; la de Hacienda, la de Gobierno Interior; la de Asistencia Médico-Social e Higiene; y la de Salud Pública. De forma paralela, en 1961 ocupó el puesto de consejero del Banco Central, de la Caja de Previsión de Empleados Particulares, de Previsión de la Defensa Nacional, del Servicio Nacional de Salud y de la Empresa Nacional de Minería (Enami).
Luego, en las elecciones parlamentarias de 1961, se presentó como candidato a senador por la 5ª Agrupación Provincial, compuesta por las provincias de O'Higgins y de Colchagua, 
resultando electo para el período 1961-1969. En el Senado integró la Comisión Permanente de Defensa Nacional; la de Policía Interior; la de Trabajo y Previsión Social; y la Comisión Mixta de Presupuesto. Por otra parte, en 1963 fue representante de la delegación de parlamentarios chilenos en el Congreso Interparlamentario celebrado en Yugoslavia. Entre las mociones que presentó y se convirtieron en Ley de la República se encuentra la Ley n° 15.914, del 11 de diciembre de 1964, sobre condonación de deudas a mataderos frigoríficos.
A nivel partidista, fue miembro del comité parlamentario del Partido Liberal entre 1961 y 1965, colectividad a la cual renunció en ese último año, y al año siguiente se incorporó al Partido Nacional (PN). De la misma manera, entre 1968 y 1969, fue miembro del comité parlamentario del PN.
Hacia la década de 1980, se hizo miembro del movimiento Derecha Republicana y del Partido Republicano; que formó parte de la Alianza Democrática. Sin embargo, en 1988 giró a la centroizquierda, ingresando al Partido por la Democracia (PPD), del que fue vicepresidente entre 1988 y 1990. En dicho período, correspondiente a la dictadura militar del general Augusto Pinochet, fue uno de los firmantes en 1985 del Acuerdo Nacional para la Transición a la Plena Democracia. Una vez retornada la democracia en 1990, fue nombrado por el presidente demócrata cristiano Patricio Aylwin como embajador de Chile en Colombia, función que ejerció hasta el fin de la administración en 1994.
Renunció al PPD en 1997, y al año siguiente se integró al "refundado" Partido Liberal, del que fue su presidente desde 2000 hasta su disolución en 2002. Falleció en la comuna santiaguina de Las Condes el 27 de agosto de ese año, a los 78 años.

## Historial electoral

### Elecciones parlamentarias de 1961
- Elecciones parlamentarias de 1961, candidato a senador por la Quinta Agrupación Provincial, O'Higgins y Colchagua[4]

### Elecciones parlamentarias de 1969
- Elecciones parlamentarias de 1969, candidato a senador por la Quinta Agrupación Provincial, O'Higgins y Colchagua[5]